# قانون لغو برده‌داری ۱۸۳۳
قانون لغو برده‌داری ۱۸۳۳ قانونی است که در پارلمان بریتانیا تصویب شد. به موجب این قانون تمامی اعمال برده‌داری در خاک بریتانیای کبیر غیر از سرزمین‌های تحت سلطه کمپانی هند شرقی بریتانیا، جزیره سیلان، و جزیره سنت هلن لغو شد. استثناها در سال ۱۸۴۳ حذف شدند. این قانون با قانون فراگیرتر دیگری در سال ۱۹۹۸ جایگزین شد.